# Beret (chanteur)
Pour les articles homonymes, voir Beret.
 (décembre 2024).
Francisco Javier Álvarez Beret connu comme Beret (Séville, 2 juillet 1996) est un chanteur espagnol.
Il était intéressé par la musique depuis son enfance et commence à publier ses chansons enregistrées à la maison sur Internet. Leurs visualisations ont fait qu'il enregistre des disques et donne des concerts. De plus, il a collaboré avec d'autres musiciens comme Ambkor ou SFDK.

## Discographie

### Albums
- Efímero (2015)
- Vértigo (2015)
- Ápices (2016)
- Prisma (2019)
- Resilencia (2023)